# Estreptoquinasa
La estreptoquinasa es una enzima extracelular producida por el estreptococo beta hemolítico, usado como medicamento efectivo y económico que disuelve coagulos sanguíneos, indicado en algunos casos de infarto de miocardio y embolismo pulmonar.
Por lo general se acostumbra administrar una dosis inicial como bolus de 250.000 Uds y luego una dosis de mantenimiento de 100.000 Uds/hora cada 24 horas.

## Mecanismo de acción
La estreptoquinasa es una proteína producida por la bacteria Streptococcus pyogenes que se combina con el proactivador del plasminógeno y cataliza la conversión del plasminógeno en plasmina.
La plasmina se produce en la sangre con el fin de degradar los principales componentes de los coágulos sanguíneos y fibrina. La producción adicional de plasmina causada por la estreptoquinasa degrada los coágulos no deseados, como es el caso en el embolismo pulmonar.